# Grup Koiné
El Grup Koiné és un grup de treball i estudi dedicat a elaborar treballs de diagnosi sociolingüística, així com a estudiar solucions per fer possible un procés de normalització lingüística a la Catalunya independent. Constituït el 4 d'octubre de 2014 està format per Joaquim Arenas i Sampera, Joan-Pere Le Bihan Rullan, Diana Coromines i Calders, Lluís De Yzaguirre i Maura, Josep Ferrer i Ferrer, Àngels Folch i Borràs, Enric Larreula i Vidal, Mercè Lorente i Casafont, Margarida Muset i Adel, Dolors Requena Bernal, Silvia Senz Bueno, Blanca Serra i Puig, Pau Vidal i Gavilán i Josep Maria Virgili i Ortiga.
El 2015 publicà un document sobre la realitat sociolingüística de Catalunya titulat: La realitat lingüística de Catalunya i la normalització del català i l'occità en la futura República. El 2016 feu públic el manifest «Per un veritable procés de normalització lingüística a la Catalunya independent» conegut com a «Manifest Koiné» i impulsà la creació de l'associació Llengua i República.